# Бхопал (округ)
Бхопал (англ. Bhopal) — округ в індійському штаті Мадх'я-Прадеш. Адміністративний центр — місто Бхопал. Входить в Дивізіон Бхопал . Площа округу — 2772 км².Населення Бхопалу зросло з 1981 по 1991 рік на 51% і за період 1991-2001 ще на 36%. За даними всеіндійського перепису 2001 року населення округу становило 1 843 510 чоловік. Рівень грамотності дорослого населення становив 74,6 %, що вище середньоіндійського рівня (59,5 %). частка міського населення становила 80,4 %. Округ Бхопал межує з наступними округами штату: Гуна на півночі, Відіша на північному сході, Райсен на сході і південному сході, Сагар на південному заході та заході, та Раджгарх на північному заході.